# Vuelta a España 1993
La Vuelta a España 1993, quarantottesima edizione della corsa, si svolse in venti tappe precedute da un cronoprologo iniziale, dal 26 aprile al 15 maggio 1993, per un percorso totale di 3 605 km. Fu vinta dallo svizzero Tony Rominger che terminò la gara in 96h07'03" alla media di 37,508 km/h.
Partenza della prima tappa a La Coruña con 170 ciclisti, di cui 114 tagliarono il traguardo a Santiago di Compostela.

## Tappe
| Tappa  | Data      | Percorso                                            | km    | Vincitore di tappa       | Leader cl. generale |
| ------ | --------- | --------------------------------------------------- | ----- | ------------------------ | ------------------- |
| Prol.  | 26 aprile | La Coruña (cron. individuale)                       | 10    | Alex Zülle               | Alex Zülle          |
| 1ª     | 27 aprile | La Coruña > Vigo                                    | 251,1 | Alfonso Gutiérrez        | Alex Zülle          |
| 2ª     | 28 aprile | Vigo > Orense                                       | 171,4 | Laurent Jalabert         | Alex Zülle          |
| 3ª     | 29 aprile | A Gudiña > Salamanca                                | 233,4 | Jean-Paul van Poppel     | Alex Zülle          |
| 4ª     | 30 aprile | Salamanca > Avila                                   | 219,8 | Marino Alonso            | Alex Zülle          |
| 5ª     | 1º maggio | P. de Eresma > Navacerrada (cron. individuale)      | 24,1  | Alex Zülle               | Alex Zülle          |
| 6ª     | 2 maggio  | Palazuelos de Eresma > Madrid                       | 184   | Laurent Jalabert         | Alex Zülle          |
| 7ª     | 3 maggio  | Aranjuez > Albacete                                 | 225,1 | Jean-Paul van Poppel     | Alex Zülle          |
| 8ª     | 4 maggio  | Albacete > Valencia                                 | 224   | Djamolidine Abdoujaparov | Alex Zülle          |
| 9ª     | 5 maggio  | Valencia > La Sénia                                 | 206   | Juan Carlos González     | Alex Zülle          |
| 10ª    | 6 maggio  | Lérida > Cerler                                     | 221   | Tony Rominger            | Alex Zülle          |
| 11ª    | 7 maggio  | Benasque > Saragozza                                | 220,7 | Djamolidine Abdoujaparov | Alex Zülle          |
| 12ª    | 8 maggio  | Saragozza (cron. individuale)                       | 37,1  | Melchor Mauri            | Alex Zülle          |
| 13ª    | 9 maggio  | Tudela > Valdezcaray                                | 197,2 | Tony Rominger            | Tony Rominger       |
| 14ª    | 10 maggio | Sº Domingo de la Calzada > Santander                | 226,2 | Dag-Otto Lauritzen       | Tony Rominger       |
| 15ª    | 11 maggio | Santander > Alto Campoo                             | 160   | Jesús Montoya            | Tony Rominger       |
| 16ª    | 12 maggio | Santander > Lagos de Covadonga                      | 179,5 | Oliverio Rincón          | Tony Rominger       |
| 17ª    | 13 maggio | Cangas de Onís > Gijón                              | 170   | Serhij Ušakov            | Tony Rominger       |
| 18ª    | 14 maggio | Gijón > Alto del Naranco                            | 153   | Tony Rominger            | Tony Rominger       |
| 19ª    | 15 maggio | Salas > Ferrol                                      | 247   | Djamolidine Abdoujaparov | Tony Rominger       |
| 20ª    | 16 maggio | Padrón > Santiago di Compostela (cron. individuale) | 44,6  | Alex Zülle               | Tony Rominger       |
| Totale | Totale    | Totale                                              | 3 605 |                          |                     |

## Squadre e corridori partecipanti
Le 17 squadre partecipanti alla gara furono:
| N.    | Cod. | Squadra                     |
| ----- | ---- | --------------------------- |
| 1-10  | CLA  | CLAS-Cajastur               |
| 11-20 | AMA  | Amaya Seguros               |
| 21-30 | BAN  | Banesto                     |
| 31-40 | FES  | Festina-Lotus               |
| 41-50 | LAM  | Lampre-Polti                |
| 51-60 | MER  | Mercatone Uno               |
| 61-70 | ART  | Artiach-Filipinos-Chiquilin |
| 71-80 | DEP  | Deportpublic                |
| 81-90 | KEL  | Kelme-Xacobeo               |

| N.      | Cod. | Squadra                 |
| ------- | ---- | ----------------------- |
| 91-100  | ONC  | ONCE                    |
| 101-110 | COL  | Collstrop-Assur Carpets |
| 111-120 | ELD  | Eldor-Viner             |
| 121-130 | GAS  | Gaseosas Glacial        |
| 131-140 | NAV  | Navigare-Blue Storm     |
| 141-150 | SIC  | Sicasal-Acral           |
| 151-160 | TVM  | TVM-Bison Kit           |
| 161-170 | VAR  | Varta                   |

## Classifiche finali

### Classifica generale - Maglia oro
| Pos. | Corridore         | Squadra       | Tempo     |
| ---- | ----------------- | ------------- | --------- |
| 1    | Tony Rominger     | CLAS-Cajastur | 96h07'03" |
| 2    | Alex Zülle        | ONCE          | a 29"     |
| 3    | Laudelino Cubino  | Amaya Seguros | a 8'54"   |
| 4    | Oliverio Rincón   | Amaya Seguros | a 9'25"   |
| 5    | Jesús Montoya     | Amaya Seguros | a 10'27"  |
| 6    | Pedro Delgado     | Banesto       | a 11'17"  |
| 7    | Erik Breukink     | ONCE          | a 17'58"  |
| 8    | Melchor Mauri     | Amaya Seguros | a 19'53"  |
| 9    | Johan Bruyneel    | ONCE          | a 20'01"  |
| 10   | Fernando Escartín | CLAS-Cajastur | a 23'27"  |

### Classifica a punti - Maglia azzurra
| Pos. | Corridore        | Squadra       | Punti |
| ---- | ---------------- | ------------- | ----- |
| 1    | Tony Rominger    | CLAS-Cajastur | 247   |
| 2    | Alex Zülle       | ONCE          | 188   |
| 3    | Laurent Jalabert | ONCE          | 170   |

### Classifica scalatori - Maglia verde
| Pos. | Corridore           | Squadra       | Punti |
| ---- | ------------------- | ------------- | ----- |
| 1    | Tony Rominger       | CLAS-Cajastur | '214  |
| 2    | Alex Zülle          | ONCE          | 132   |
| 3    | Antonio Miguel Díaz | Kelme         | 119   |

### Classifica sprint - Maglia bianca
| Pos. | Corridore    | Squadra | Punti |
| ---- | ------------ | ------- | ----- |
| 1    | Asjat Saitov | Kelme   |       |

### Classifica a squadre
| Pos. | Squadra       | Tempo      |
| ---- | ------------- | ---------- |
| 1    | Amaya Seguros | 288h36'41" |